# Chemnitzer Europastudien
Die Chemnitzer Europastudien (CES) sind eine seit 2005 unregelmäßig erscheinende Schriftenreihe, die bei Duncker & Humblot verlegt wird. Herausgeber sind Frank-Lothar Kroll und Matthias Niedobitek. Themenschwerpunkt der Schriftenreihe ist die Europäische Integration.

## Veröffentlichungen
- Band 1: Frank-Lothar Kroll, Matthias Niedobitek (Hrsg.): Vertreibung und Minderheitenschutz in Europa. 2005, ISBN 3-428-11833-2.
- Band 2: Nadine Mensel: Die Außen- und Regionalpolitik der Republik Estland mit Blick auf den Ostseeraum. 2006, ISBN 3-428-12088-4.
- Band 3: Hendrik Thoß (Hrsg.): Mitteleuropäische Grenzräume. 2006, ISBN 3-428-12157-0.
- Band 4: Matthias Niedobitek, Simone Ruth (Hrsg.): Die neue Union – Beiträge zum Verfassungsvertrag. 2007, ISBN 978-3-428-12348-3.
- Band 5: Miloš Řezník (Hrsg.): Grenzraum und Transfer – Perspektiven der Geschichtswissenschaft in Sachsen und Tschechien. 2007, ISBN 978-3-428-12345-2.
- Band 6: Regine Prunzel: Der „Europäische Sozialkonsens“ als Instrument zur Stärkung des „Europäischen Sozialmodells“ – Vom politischen Postulat zur eigenständigen sozialpolitischen Säule. 2007, ISBN 978-3-428-12533-3.
- Band 7: Matthias Niedobitek, Jiří Zemánek (Hrsg.): Continuing the European Constitutional Debate – German and Czech Contributions from a Legal Perspective. 2008, ISBN 3-428-12686-6
- Band 8: Peter Jurczek, Matthias Niedobitek (Hrsg.): Europäische Forschungsperspektiven – Elemente einer Europawissenschaft. 2008, ISBN 978-3-428-12714-6.
- Band 9: Hendrik Thoß (Hrsg.): Europas Eiserner Vorhang – Die deutsch-deutsche Grenze im Kalten Krieg. 2008, ISBN 978-3-428-12891-4.
- Band 10: Teresa Pinheiro (Hrsg.): Iberische Europa-Konzepte – Nation und Europa in Spanien und Portugal seit dem 19. Jahrhundert. 2009, ISBN 978-3-428-13110-5.
- Band 11: Frank-Lothar Kroll, Hendrik Thoß (Hrsg.): Europas verlorene und wiedergewonnene Mitte – Das Ende des Alten Reiches und die Entstehung des Nationalitätenproblems im östlichen Mitteleuropa. 2011, ISBN 978-3-428-13314-7.